# Каллокаїн
«Каллокаїн» (швед. Kallocain) — антиутопічний роман, що написаний шведською письменницею Карін Боє та вперше опублікувався у шведському видавництві «Albert Bonniers förlag» 1940 року. Роман розповідає про тоталітарне суспільство майбутнього, контроль за людьми у якому здійснюється за допомогою сироватки правди. Роман порівнюють з такими антиутопіями як «Ми» Євгена Замятіна, «Прекрасний новий світ» Олдоса Гакслі та «1984» Джорджа Орвелла.
Українською мовою роман вперше перекладено Олегом Королем і опубліковано у «Видавництві Жупанського» 2016 року. 1981 року був знятий однойменний двосерійний міні-серіал.

## Створення
На створення твору Карін Боє надихнуло перебування у Радянському Союзі і Нацистській Німеччині, де на той час були встановлені тоталітарні режими. Роман було написано протягом літа 1940 року, менше ніж рік до самогубства письменниці, після виходу він був одразу ж визнаний найкращим серед робіт Боє. Написання цього твору для письменниці було важким через те, що, з однієї сторони вона вперше писала такий великий роман без автобіографічних вкраплень, а з іншої, під час опису такого типу суспільства у Карін Боє лише наростав жах. Після завершення роботи над романом, Боє 21 серпня 1940 року написала своєму видавцеві: «Я добре розумію, що роман має свої недоліки, проте принаймні він захоплюючий, і якщо від цього буде хоч якась утіха, я обіцяю, що більше ніколи знову не напишу чогось такого похмурого».

## Відгуки
Письменник Сашко Завара: «Каллокаїн» пані Боє примушує замислитися над тим, що написане з вказаних вище імперій зло насправді не пощезло. Воно притихло і чекало на свій час. На мить, щоб воскреснути і спалахнути з новою силою. І гортаючи сторінки роману, читач обов’язково знаходитиме всередині до болю знайомі пісеньки і гасла. І це вочевидь найстрашніше, бо вкотре доводить: люди не змінюються».

## Видання
- 2016 рік — «Видавництво Жупанського».

## Нагороди і номінації
У 2016 році книгу «Каллокаїн» було номіновано на премію «Ретро Г'юго» в номінації "найкращий роман 1941 року"

## Екранізації
- Міні-серіал  «Каллокаїн[sv]» (швед. Kallocain) (Швеція, Велика Британія, Канада, реж. Ганс Абрамсон, 1981).